# Yukiru Sugisaki
Yukiru Sugisaki (杉崎ゆきる Sugisaki Yukiru?), es el seudónimo de una mangaka japonesa. Nació el 26 de diciembre de 1974. Yukiru tiene como tipo de sangre 0 por lo que según estiman los propios editores japoneses, es una autora que se esfuerza en mantener contentos a sus fanes. Además, ella tiene una obsesión con los conejos, llegando incluso a tener su cuarto decorado con objetos de estos animales, de diversas formas dependiendo de la estación del año. Cuando ella se retrata en sus obras, se dispone como un hombre que tiene cubierta su faz con una careta de conejo. Una de sus mayores aficiones es la de jugar con las videoconsolas.
El primer manga que vio fue Doraemon, estando en un hospital y se lo regaló la persona que la atropelló, pero no fue hasta bastante más tarde cuando se dedicó a ser dibujante profesional, aunque los profesores declarasen que era una persona rara. La primera obra de Yukiru fue publicada cuando tenía veinte años, aunque reconoce que ha dibujado otras bajo otros apodos que, incluso, han ganado premios. El estilo de dibujo de esta autora es de shōnen, aunque las tramas argumentales son de tendencias shōjo, llegando en muchos casos a aparecer ciertos aspectos shōnen-ai en la mayoría de sus obras.

## Obras
Se listan las obras de esta autora en orden cronológico acompañadas de un breve resumen.

### Manga

#### Namaiki no N
Namaiki no N. (ナマイキの“N”?), traducida al castellano como "I" de insolente fue una obra de corta duración creada en 1995. Trata de una chica llamada Kokoro Nagahara y su familia, que son invocadores de shikigamis. La obra desarrolla el procedimiento que tuvo que hacer Kokoro para invocar su primer shikigami.

#### Sotsugyo M
Sotsugyo M (卒業M?), es una versión paralela de un videojuego pornográfico llamado Sotsugyo, y estuvo trabajando en esta obra desde 1996 hasta 1997. Alcanzó hasta los cuatro tomos recopilatorios.

#### D•N•Angel
D•N•Angel es la obra más reconocida de la autora. Comenzó a concebirla en 1997 y todavía sigue sin ser acabada, llegando a los trece tomos recopilatorios. Esta obra produjo una serie de novelas y una serie de anime. El protagonista es Daisuke Niwa, que en el día de su decimocuarto cumpleaños, después de haber sido rechazado por su primer amor, se convierte en Kaitou Dark, un legendario ladrón.

#### The Candidate for Goddess
The Candidate for Goddess (女神候補生 megami kōhosei?), empezó a escribirla en 1997 lanzándose su último tomo en 2001. Tiene recopilado en total cinco tomos recopilatorios y una conversión a anime. Tomando como base un futuro lejano, en el cual la humanidad está en peligro, trata sobre la preparación de cinco jóvenes para poder combatir en pilotos de mechas de apariencia femenina.

#### Brain Powerd
Brain Powerd (ブレンパワード?) fue originalmente una serie de anime, pero se encargó a Yukiru Sugisaki (y a Yoshiyuki Tomino) su adaptación al manga, que comenzó en 1998 y acabó en 2001 y tuvo cuatro tomos recopilatorios. De la Tierra ha surgido una nave alienígena llamada Orphan, que si sale del planeta, éste perderá toda su energía vital. La humanidad se divide entre los que desean que esto ocurra, y los que se oponen a ello.

#### Lagoon Engine
Lagoon Engine (ラグーンエンジン?) es una obra que alcanzará el sexto tomo recopilatorio el 17 de junio comenzada en 2001 y que aún no ha sido finalizada. La trama se basa en Ren y Jin Ragun, de doce y once años respectivamente, los cuales deben exorcizar a espíritus llamados maga, al pertenecer a una familia de exorcistas.

#### Rizelmine
Rizelmine (りぜるまいん?) es un manga que creó en 2002, consta de un tomo y tuvo una adaptación al anime. El protagonista es Iwari Tonomori, un estudiante de 14 años que se entera de que, por el poder nacional, está forzado a casarse con una niña de 12 años, que resulta ser una humana creada genéticamente por el gobierno.

#### Lagoon Engine Einsatz
Lagoon Engine Einsatz (ラグーンエンジン・アインザッツ?) es un manga que actualmente consta de un tomo recopilatorio. Tiene relación con Lagoon Engine aunque no se sabe aún cual puede ser. Trata de la historia de Sakis, una chica que va a convertirse en un hombre y así ser rey de Lagoonaria, para proteger a su mundo del colapso.

#### EDEN
EDEN es la obra más reciente de la autora, que sólo contiene hasta ahora un tomo recopilatorio y comenzó a hacerse en 2006. 

### Artbooks
Yukiru Sugisaki, además de crear dichas obras, publicó varios artbooks, en el cual incluyó imágenes de varios de sus mangas